# Igor Lambarschi
Igor Lambarschi (ros. Игорь Анатольевич Ламбарский, Igor Anatoljewicz Łambarski; ur. 30 grudnia 1993 w Jedyńcach) – mołdawski piłkarz rosyjskiego pochodzenia, występujący na pozycji ofensywnego pomocnika lub napastnika w mołdawskim klubie Milsami Orgiejów.